# Ill Bill Is the Future Volume 2: I'm a Goon!
Albums de Ill Bill
Street Villains Vol. 2
(2005) Black Metal
(2007)
Ill Bill Is the Future Volume 2: I'm a Goon! est une mixtape d'Ill Bill, sortie le 13 novembre 2006. 
Cet album comprend des featurings de B-Real, La Coka Nostra, Big Left, Raekwon, Slaine, Sick Jacken et Big Noyd, entre autres.

## Liste des titres
| No  | Titre                                                               | Durée |
| --- | ------------------------------------------------------------------- | ----- |
| 1.  | Focus on Bill                                                       | 1:47  |
| 2.  | Billion$ on My Mind                                                 | 2:01  |
| 3.  | Brazil (featuring Raekwon)                                          | 1:34  |
| 4.  | It's a Beautiful Thing (featuring La Coka Nostra)                   | 3:34  |
| 5.  | 21                                                                  | 3:17  |
| 6.  | Violent Times (featuring Sick Jacken et Slaine)                     | 4:23  |
| 7.  | Enemy (featuring Raekwon)                                           | 4:14  |
| 8.  | Street Villains (featuring Big Noyd)                                | 2:58  |
| 9.  | Stick N Move (featuring Killa Sha et Born Unique)                   | 3:31  |
| 10. | Push the Button (featuring Skam2)                                   | 3:08  |
| 11. | Karma (featuring MF Grimm et Block McCloud)                         | 4:08  |
| 12. | Fuck Tony Montana (featuring Sick Jacken, La Coka Nostra et B Real) | 4:01  |
| 13. | La Coka Starsky and Hutch (featuring Big Left)                      | 2:38  |
| 14. | Cocaine World (featuring Raekwon)                                   | 3:44  |
| 15. | Dead Serious (featuring Lance Ambu et Verbal Kent)                  | 4:10  |
| 16. | Thousands to M's (featuring Raekwon et Skam2)                       | 2:41  |
| 17. | Metal Music (featuring El Gant)                                     | 2:51  |
| 18. | Keep Firin' (featuring Madd Joker)                                  | 3:58  |
| 19. | This Is War (featuring La Coka Nostra)                              | 3:05  |
| 20. | Goons and Assassins (featuring Onry Ozzborn)                        | 3:11  |